# Paso de Jama
El Paso de Jama es un paso fronterizo entre las repúblicas de Chile y Argentina, ubicado a 4200 m s. n. m. Permite una vinculación carretera fluida en la región norte de ambos países y se constituye en un sector estratégico del Corredor Bioceánico que une a puertos del Atlántico con los del Pacífico.
La aduana entre ambos países, se tramita en altura, a 4200msnm, lo que dificulta la respiración  por falta de oxígeno.  Hay una enfermería dentro del destacamento que asiste a los afectados por la puna.

## Descripción
Este paso fronterizo fue inaugurado oficialmente el 6 de diciembre de 1991 y está totalmente pavimentado desde fines del año 2005. Une la Región de Antofagasta con la Provincia de Jujuy a través de la ruta 27-CH de Chile y la Ruta Nacional 52 de Argentina.
Actualmente es el paso más importante de la frontera argentino-chilena después del Paso Internacional Los Libertadores (Paso de Cristo Redentor), tanto por la infraestructura con la que cuenta como por sus condiciones climáticas, lo que se traduce en su actual volumen operativo. De acuerdo a datos de la Aduana de Jujuy - Registro Jurisdiccional de Susques, durante el año 2007 transitaron por este paso 150.000 personas, 14 724 vehículos particulares, 1736 ómnibus y 24 785 camiones.
Jama posee una ventaja comparativa muy valiosa que favorece su elección para el tráfico comercial del Mercosur, la Comunidad Andina y la Zona de Integración del Centro Oeste de América del Sur (ZICOSUR), puesto que es el que posee una menor tasa de cortes durante la temporada invernal.
Es el más utilizado por los transportistas del Norte Grande Argentino, de Paraguay y en los últimos años también por los del sur y centro oeste de Brasil, además, posibilita la conexión con la Hidrovía Paraná - Paraguay.
Su transitabilidad durante todo el año, permite cruzar en forma segura la Cordillera de los Andes, reduciendo los costos de transporte.
El Paso se inicia a una altitud de 936 m s. n. m. y llega a los 4800 m s. n. m., posee pendientes longitudinales máximas de 6,37%. Radio de curva mayores a los 25 m, ancho de calzadas de 7 m, permitiendo el tránsito seguro de todo tipo de vehículos de carga.

## Área de influencia del Paso de Jama
El Paso de Jama presenta una ubicación estratégica dentro del Corredor Bioceánico Atlántico – Pacífico a la altura del Trópico de Capricornio. Su influencia comprende los estados de Mato Grosso do Sul, San Paulo, Paraná, Santa Catarina y Río Grande do Sul de la República Federativa de Brasil, los departamentos de Potosí, Chuquisaca, Tarija y Santa Cruz, en la República de Bolivia, la totalidad de la República del Paraguay, las provincias argentinas de Jujuy, Salta, Formosa, Chaco, Misiones, Corrientes, Tucumán, Santiago del Estero, Norte de Santa Fe y Córdoba; las regiones Primera, Segunda, Tercera y Decimoquinta de la República de Chile; así como la costa de la República del Perú.

### Distancias en kilómetros desde el Paso de Jama
Las localidades más cercanas al paso son:

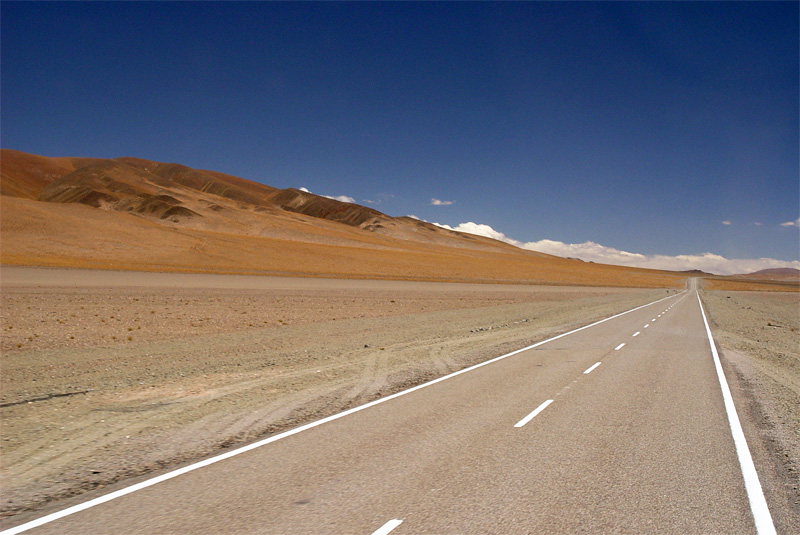
Paisaje del lado argentino

- San Pedro de Atacama, distante a 157 kilómetros del paso fronterizo.
- Susques, distante a 155 kilómetros del paso fronterizo.

Distancias a ciudades chilenas y argentinas:
- Calama, distante a 255 kilómetros del paso fronterizo.
- Antofagasta, distante a 465 kilómetros del paso fronterizo.
- San Salvador de Jujuy, distante a 349 kilómetros del paso fronterizo.
- Salta, distante a 470 kilómetros del paso fronterizo.